# Vinzenz Nohel

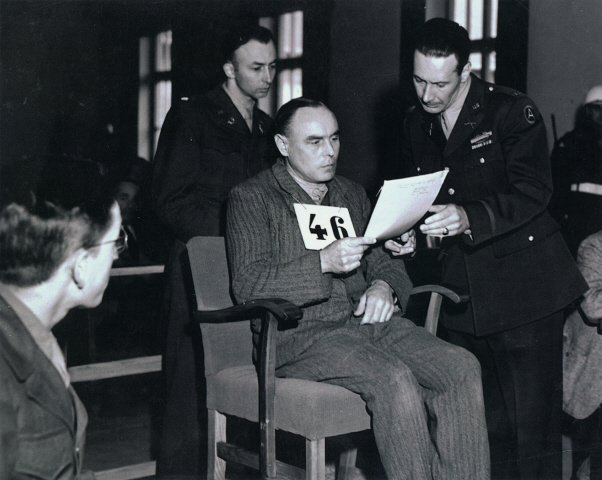
Vinzenz Nohel liest seine Aussage während des Mauthausen-Prozesses im Frühjahr 1946.

Vinzenz Nohel (* 24. Dezember 1902 in Freindorf in Oberösterreich; † 27. Mai 1947 in Landsberg am Lech) war ein österreichischer Hilfsarbeiter, Mitglied der Nationalsozialistischen Deutschen Arbeiterpartei (NSDAP) und ab 1939 in der Tötungsanstalt Hartheim an den Morden im Rahmen der Aktion T4 beteiligt, wofür er 1946 im Dachauer Mauthausen-Prozess zum Tode verurteilt und 1947 hingerichtet wurde.

## Leben

### Frühes Leben
Vinzenz Nohel war nach seiner Schulzeit von 1917 bis 1926 bei einem Unternehmen in Ebelsberg beschäftigt, zunächst als Schlosserlehrling und später als Schlosser für Massenartikel. 1919 wurde er auf dem Heimweg bei stürmischem Wetter von einem umstürzenden Baum getroffen, wobei er eine Kopfverletzung erlitt. Wegen eines Schädelbasisbruches musste er im Allgemeinen Krankenhaus in Linz operiert werden und war fast ein Jahr lang arbeitsunfähig. Bleibende Unfallfolgen waren eine Gedächtnisschwäche und eine teilweise Lähmung seiner rechten Körperseite. Zum 1. Juli 1931 trat er der NSDAP bei (Mitgliedsnummer 511.337).
1939 war er bei einem Unternehmen in Freindorf bei Ansfelden beschäftigt, wo er einen Wochenlohn von nur 25 Reichsmark (RM) erhielt. Nohel war verheiratet und hatte vier Kinder, seine Familie konnte er wegen seines geringen Verdienstes kaum ernähren. Er bemühte sich um zusätzliche Einkünfte und sprach deshalb bereits im Jahre 1938 seinen Bruder Gustav Nohel an, der zu dieser Zeit als SA-Brigadeführer aus dem Deutschen Reich ins österreichische Linz zurückgekehrt war. Im April 1939 wurde er gleichzeitig mit anderen Personen von seinem Bruder in dessen Kanzlei in der Freiheitsstraße einbestellt. Danach ging die Personengruppe in das Linzer Landhaus zu einer Person namens Kaufmann. Vinzenz Nohel und die anderen Personen wurden als Arbeiter für die Tötungsanstalt Hartheim eingestellt, wobei sie sich durch eine Vereidigung einer Schweigepflicht unterwarfen und zum unbedingten Gehorsam verpflichteten.

### Leichenverbrenner in der Tötungsanstalt Hartheim

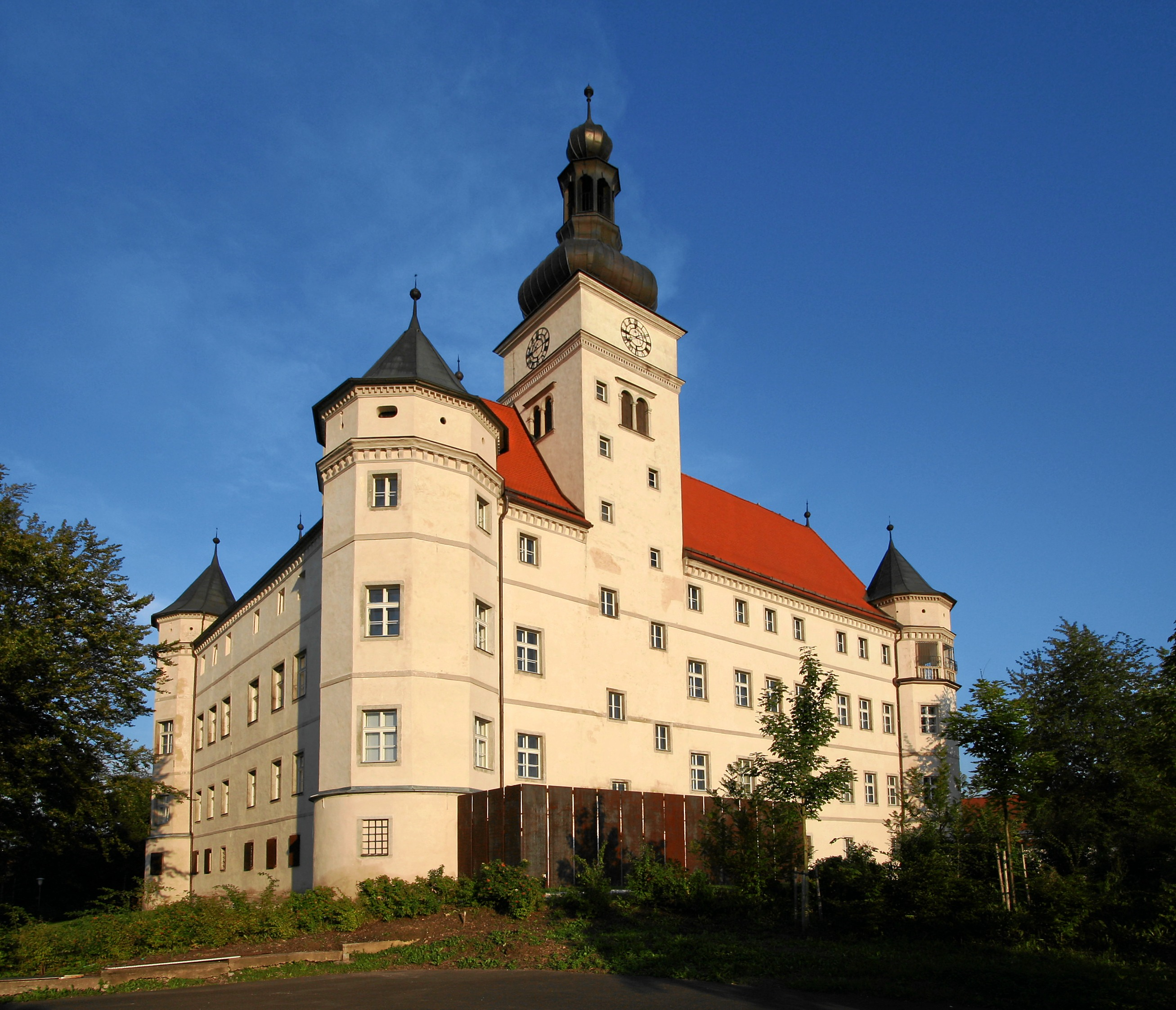
Das Schloss Hartheim, in dem sich die NS-Tötungsanstalt Hartheim befand. Ebenerdig, auf der Westseite des Schlosses, das von dem Künstler Herbert Friedl geschaffene Symbol für die Busgarage, in der während der NS-Zeit die für die Ermordung vorgesehenen Menschen mit Transportbussen eintrafen (2005).

Ab April 1940 wurde Nohel im Rahmen der Aktion T4 in der Tötungsanstalt Hartheim in Oberösterreich (damals Reichsgau Oberdonau genannt) zunächst als Hilfsarbeiter für verschiedene Arbeiten eingesetzt, wie für den Bau eines Verbrennungsofens. Ab Mai 1940 war er in der von dem T4-Gutachter Rudolf Lonauer geleiteten Tötungsanstalt an der Vergasung und Verbrennung von behinderten und kranken Menschen beteiligt. Zu Nohels Aufgaben gehörte das Ausbrechen von Goldzähnen.
Nohel gehörte zu einer Arbeitsgruppe, die als „Brenner“ oder „Heizer“ benannt wurde. Nach seiner späteren Aussage erhielten die Arbeiter eine überdurchschnittliche Entlohnung: je Monat 170 Reichsmark (RM) Nettolohn, dazu 50 RM Trennungszulage bei freier Unterkunft und Verpflegung, 35 RM Erschwernis-Zulage als „Heizer“ und 35 RM Zulage als Schweigeprämie. Zusätzlich gab es eine tägliche Schnapsration von einem Viertelliter.
Nach Beendigung der Aktion T4 im August 1941 wurde die zentralisierte „Euthanasie“ eingestellt und in eine dezentralisierte übergeführt. In Hartheim und einigen anderen Anstalten wie der Tötungsanstalt Bernburg und der Tötungsanstalt Pirna-Sonnenstein wurden die NS-Krankenmorde bis 1944 unter dem Begriff „Aktion 14f13“ fortgeführt, wobei kranke beziehungsweise nicht mehr arbeitsfähige KZ-Häftlinge getötet wurden.
Wie Nohel in seiner späteren Aussage angab, seien nach seiner Schätzung bis Ende 1944 in der Tötungsanstalt Hartheim „im ganzen etwa 30.000 Menschen ums Leben gekommen“. Ende 1944 wurden die Tötungen eingestellt und bis Mitte Januar 1945 wurden die baulichen Spuren der Tötungseinrichtung durch Abbruch- und Umbaumaßnahmen beseitigt, wobei zuletzt der Verbrennungsofen abgerissen wurde.

### Kriegsverbrecherprozess und Todesurteil

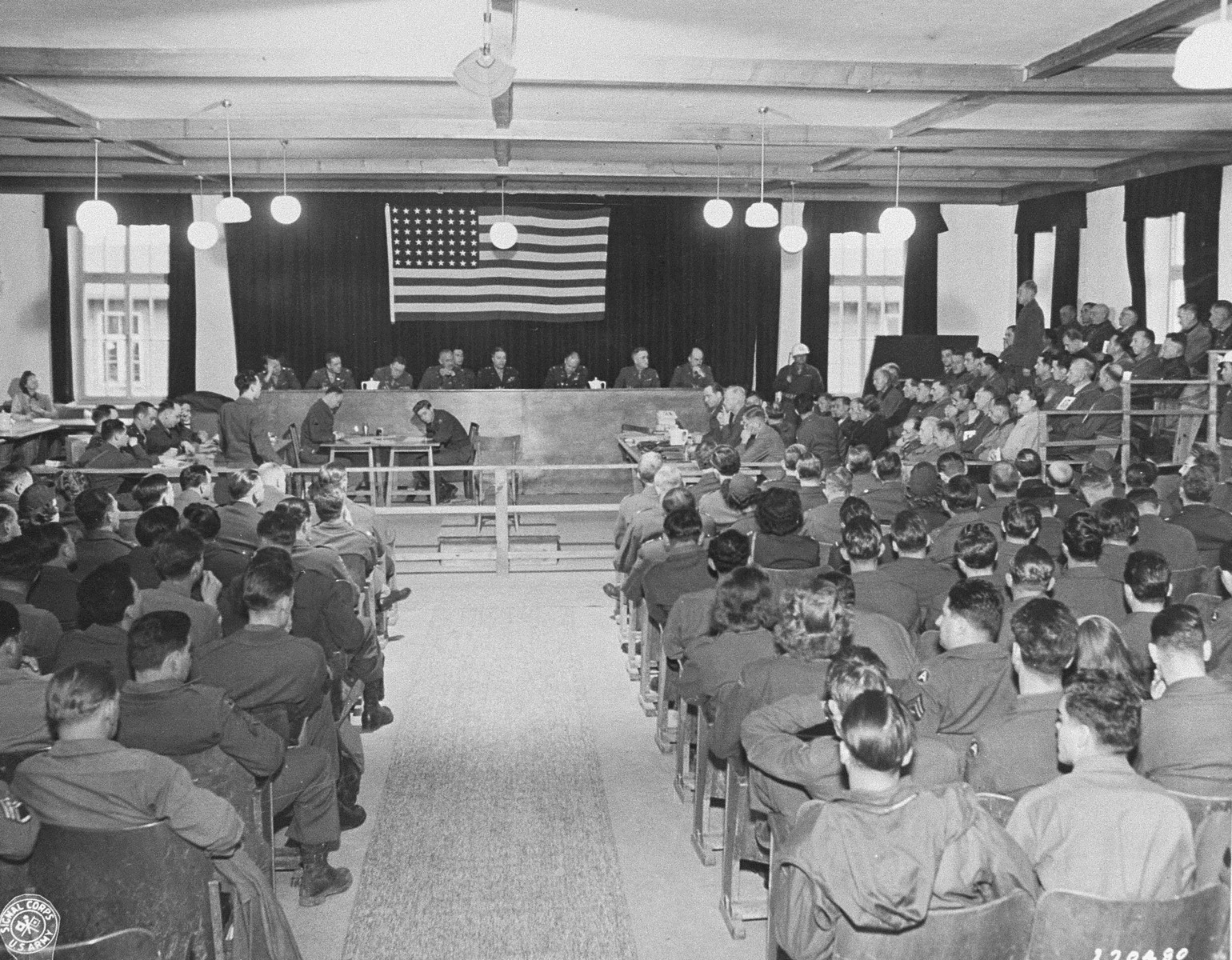
Der Verhandlungssaal im Internierungslager Dachau mit Blick auf den Richtertisch (hier am 4. Dezember 1945, während des Dachau-Hauptprozesses)

Die US-amerikanischen Truppen erreichten Anfang Mai 1945 Oberösterreich; und am 8. Mai 1945, dem V-E-Day, endete der Zweite Weltkrieg in Europa. Nohel kam in Haft und wurde bei der Kriminalpolizei Linz am 4. September 1945 vernommen. Ihm wurden Kriegsverbrechen im Zusammenhang mit dem KZ Mauthausen und dessen Nebenlagern zur Last gelegt, weil er in der NS-Tötungsanstalt Hartheim an der Ermordung von kranken und arbeitsunfähigen KZ-Häftlingen aus diesen Lagern mitgewirkt hatte, und es wurde Anklage gegen ihn erhoben.
Nohel gehörte zu den 61 Angeklagten des Mauthausen-Hauptprozesses, einem Kriegsverbrecherprozess der United States Army im Rahmen der sogenannten Dachauer Prozesse in der amerikanischen Besatzungszone am Militärgericht in Dachau. Dieser Prozess fand vom 29. März 1946 bis zum 13. Mai 1946 im Internierungslager Dachau statt, wo sich bis Ende April 1945 das Konzentrationslager Dachau befunden hatte. Die Angeklagten bestanden überwiegend aus SS-Mitgliedern, die meistens im KZ Mauthausen und dessen Nebenlagern tätig gewesen waren, sowie aus einigen Zivilisten, darunter auch Nohel.
Der in den amerikanischen Akten als „Fireman at Castle Hartheim“ bezeichnete Nohel war „der einzige Angeklagte, der dem Gericht offen schilderte, was seine Arbeit in der ‚Euthanasie‘-Anstalt Hartheim gewesen war“. Er, der an der Ermordung von Zehntausenden angeblich Geisteskranken beteiligt war, versuchte nun, durch Vortäuschung einer Geisteskrankheit einer Verurteilung zu entkommen. Eine vom Gericht ernannte Untersuchungskommission entschied jedoch, dass Nohel, obwohl von „subnormal mentality“, für seine Taten voll verantwortlich war.
Vinzenz Nohel wurde am 13. Mai 1946 in Dachau im Mauthausen-Hauptprozess vom US-Militärgericht zum Tod durch den Strang verurteilt. Alle 61 Angeklagten wurden für schuldig befunden, mit Nohel erhielten 58 von ihnen die Todesstrafe und drei Angeklagte lebenslanges Gefängnis. Alle stellten einen Antrag auf Überprüfung des Urteils, eine „Petition of Review“. Das Überprüfungsverfahren endete im April 1947, wobei das Strafausmaß für einige wenige Angeklagte herabgesetzt und die Todesstrafe in lebenslängliches Gefängnis umgewandelt wurde. Das Urteil gegen Vinzenz Nohel blieb unverändert und Nohel wurde am 27. Mai 1947 im Kriegsverbrechergefängnis Landsberg hingerichtet, wo er auch begraben wurde.

## Bedeutung
Die NS-Tötungsanstalt Hartheim war eines der Zentren der Vernichtung von Menschen im Rahmen der Aktion T4 von 1940 bis 1941. Auch nach Einstellung der zentralisierten „Euthanasie“ wurde diese dort als dezentralisierte fortgeführt, und bis Ende 1944 wurden in Hartheim auch kranke und arbeitsunfähige KZ-Häftlinge im Rahmen der „Aktion 14f13“ ermordet. Der „fabrikmäßige“ Massenmord an den von der NS-Rassenhygiene als minderwertig eingestuften Behinderten („lebensunwertes Leben“) in den „Euthanasie“-Tötungsanstalten diente der Erfindung und Entwicklung von Mordtechniken, ohne die die Ermordung von Millionen hauptsächlich jüdischen Menschen aus ganz Europa in den Vernichtungslagern nicht möglich gewesen wäre.
Nohel hat in seiner Nachkriegsvernehmung ausführlich über das „T4“-Tötungsverfahren berichtet. Seine „Schilderung eines unmittelbar Beteiligten“ gehört zu den „eindringlichsten Quellen zu Hartheim“, seine Aussage ermöglichte der US-amerikanischen Anklagebehörde, im Mauthausen-Hauptprozess eine Verbindung vom KZ Mauthausen zur NS-Tötungsanstalt Hartheim herzustellen, und wurde in einigen Folgeprozessen sowie auch in späteren NS-Kriegsverbrecherprozessen mit als Beweismittel herangezogen.
Nohel hatte mit der Todesstrafe das höchste Strafausmaß all jener bekommen, die in der NS-Tötungsanstalt Hartheim gearbeitet hatten. Der erste Hartheimer Prozess in Oberösterreich endete im November 1947 mit sechs Freisprüchen für fünf Pflegerinnen und die Büroleiterin, 2 ½ Jahre schwerem Kerker für einen Transportbegleiter und „Brenner“ sowie 3 ½ Jahre schwerem Kerker für den Leiter der Hartheimer Transportbus-Fahrer. Zwei der Haupttäter, Franz Stangl und Georg Renno, standen später ebenfalls vor Gericht. Stangl, Verwaltungsleiter in Hartheim und danach unter anderem Lagerkommandant des Vernichtungslagers Treblinka, wurde 1970 in Düsseldorf wegen gemeinschaftlichen Mordes an mindestens 400.000 Juden zu lebenslanger Haft verurteilt. Renno, ab 1940 als stellvertretender ärztlicher Leiter der Tötungsanstalt Hartheim mitverantwortlich für die Ermordung von etwa 30.000 Menschen, kam 1967 in Frankfurt am Main vor Gericht; das Verfahren wurde später wegen Rennos Verhandlungsunfähigkeit eingestellt.

## Filme
- Tom Matzek: Das Mordschloss – Eine Dokumentation über die Gräuel in Schloss Hartheim. In: orf.at. Österreich 2001; Kurzbeschreibung beim ORF, abgerufen am 27. Januar 2010 (TV-Dokumentation des ORF über die NS-Tötungsanstalt Hartheim).